# Nhà thờ Hồi giáo Hassan II
Nhà thờ Hồi giáo Hassan II (tiếng Ả Rập: مسجد الحسن الثاني) là một nhà thờ Hồi giáo ở Casablanca, Maroc. Đây là nhà thờ Hồi giáo lớn thứ hai trên thế giới (sau nhà thờ Hồi giáo Shah Faisal gần Islamabad). Ngọn tháp (minara) của nó là cao nhất thế giới trong số các ngọn tháp nhà thờ Hồi giáo với chiều cao 210 m. Nó được xây dựng nhân lễ kỷ niệm 60 năm ngày sinh của quốc vương Maroc khi đó là Vua Hassan II và được hoàn thành vào năm 1993.
Kiến trúc sư Pháp Michel Pinseau là người thiết kế kiến trúc và xây dựng bởi Bouygues.. Nhà thờ được xây ở mũi đất doi ra biển nhìn ra Đại Tây Dương. Phòng cầu nguyện có sức chứa 25.000 người. Sân vườn có thể chứa 80.000 người.
Công tác xây dựng đã bắt đầu vào năm 1980, và được dự định sẽ hoàn thành cho sinh nhật lần thứ 60 của cựu vua Maroc, Hassan II, vào năm 1989. Tuy nhiên, xây dựng đã được khánh thành cho tới năm 1993. Các nhà chức trách đã chi khoảng 800 triệu USD để xây nhà thờ này.